# Lgota Wielka (województwo małopolskie)
Lgota Wielka – wieś w Polsce położona w województwie małopolskim, w powiecie olkuskim, w gminie Wolbrom.
W Królestwie Kongresowym istniała gmina Lgota Wielka. W latach 1975–1998 miejscowość administracyjnie należała do województwa katowickiego.